# Supercoppa d'Ucraina 2013
La Supercoppa d'Ucraina 2013 (ufficialmente in ucraino Суперкубок України 2013?, Superkubok Ukraïny 2013) è stata la decima edizione della Supercoppa d'Ucraina.
Si è svolta il 10 luglio 2013 allo Stadio Čornomorec' di Odessa tra lo Šachtar, vincitore della Prem"jer-liha 2012-2013 e della Coppa d'Ucraina 2012-2013, e il Čornomorec', finalista della Coppa d'Ucraina 2012-2013.
A conquistare il titolo è stato lo Šachtar che ha vinto per 3-1 con reti di Fred (doppietta) nel primo tempo e Taison (rigore) nel secondo. Per il Čornomorec' ha segnato Antonov nei minuti di recupero del primo tempo.

## Tabellino
| Arbitro: | Bojko (Kiev) |

|               |           |                                 |
| Antonov 45+1’ | Marcatori | 17’, 33’ Fred 68’ (rig.) Taison |

| Čornomorec' | Šachtar |

### Formazioni
| Čornomorec': (4-2-3-1) |    |                       |  |     |
|                        |    |                       |  |     |
| P                      | 12 | Dmytro Bezotosnyj (c) |  |     |
| D                      | 32 | Kristi Vangjeli       |  | 69’ |
| D                      | 4  | Markus Berger         |  |     |
| D                      | 29 | Pablo Fontanello      |  |     |
| D                      | 77 | Pavlo Kutas           |  |     |
| C                      | 8  | Kyrylo Koval'čuk      |  |     |
| C                      | 10 | Oleksij Haj           |  |     |
| C                      | 99 | Sito Riera            |  | 46’ |
| C                      | 19 | Elis Bakaj            |  |     |
| C                      | 23 | Franck Dja Djédjé     |  | 87’ |
| A                      | 69 | Oleksij Antonov       |  |     |
| A disposizione:        |    |                       |  |     |
| P                      | 44 | Jevhen Past           |  |     |
| D                      | 2  | Petro Koval'čuk       |  |     |
| D                      | 25 | Jevhen Martynenko     |  |     |
| D                      | 33 | Andrij Slinkin        |  | 87’ |
| C                      | 11 | Ivan Bobko            |  | 69’ |
| A                      | 9  | Anatolij Didenko      |  |     |
| A                      | 18 | Sergej Samodin        |  | 46’ |
| Allenatore:            |    |                       |  |     |
| Roman Hryhorčuk        |    |                       |  |     |

| Šachtar: (4-2-3-1) |    |                     |  |     |
|                    |    |                     |  |     |
| P                  | 32 | Anton Kaniboloc'kyj |  |     |
| D                  | 33 | Darijo Srna (c)     |  |     |
| D                  | 5  | Oleksandr Kučer     |  | 82’ |
| D                  | 44 | Jaroslav Rakyc'kyj  |  |     |
| D                  | 13 | V″jačeslav Ševčuk   |  |     |
| C                  | 3  | Tomáš Hübschman     |  | 78’ |
| C                  | 8  | Fred                |  |     |
| C                  | 29 | Alex Teixeira       |  | 73’ |
| C                  | 20 | Douglas Costa       |  |     |
| C                  | 28 | Taison              |  |     |
| A                  | 9  | Luiz Adriano        |  |     |
| A disposizione:    |    |                     |  |     |
| P                  | 30 | Andrij Pjatov       |  |     |
| D                  | 14 | Vasyl' Kobin        |  |     |
| D                  | 27 | Dmytro Čyhryns'kyj  |  | 82’ |
| D                  | 31 | Ismaily             |  |     |
| C                  | 6  | Taras Stepanenko    |  | 78’ |
| C                  | 24 | Dmytro Hrečyškin    |  | 73’ |
| A                  | 99 | Maicon              |  |     |
| Allenatore:        |    |                     |  |     |
| Mircea Lucescu     |    |                     |  |     |